# Yamaçoba
Yamaçoba (kurmandschi Yêrindag) ist ein Dorf (Köy) im Landkreis Pertek der türkischen Provinz Tunceli. Im Jahr 2011 lebten in Yamaçoba 66 Menschen.